# Riverboat Jazzfestival
Riverboat Jazzfestival er en af nordens største traditionelle jazzfestivaler.
Riverboat Jazzfestival (i daglig tale Riverboat) foregår i Silkeborg by, især i området omkring havnen. Den er centreret omkring S/S Hjejlen, der er et dampskib fra 1861, og Hjejlebådene, der fulgt af en sværm af småbåde sejler med traditionelle jazzorkestre om bord, på et stykke af Gudenåen.
Festivalen er i høj grad baseret på frivillig arbejdskraft. Samtidig er der et gratiskoncept, der betyder at over 140 koncerter (2014) var gratis. De eneste koncerter men betaler for er dem på bådene og en kirkekoncert. I 2014 var der 3 store telte og en helt masse spillesteder samt streetparade.

## Eksterne links
- Riverboat Jazzfestivals egen hjemmeside

|  | Denne artikel kan blive bedre, hvis der indsættes geografiske koordinater Denne artikel omhandler et emne, som har en geografisk lokation. Du kan hjælpe ved at indsætte koordinater i wikidata. |